# Waiting for Love
"Waiting for Love" is een single van de Zweedse dj en muziekproducent Avicii, en geproduceerd door hemzelf en de Nederlandse muziekproducent Martin Garrix. De single kwam op 22 mei 2015 uit als muziekdownload en op cd-single. De songtekst en de zang zijn van Simon Aldred, leadzanger van de band Cherry Ghost. Het nummer is afkomstig van het album Stories.

## Tracklist
| Nr. | Titel                         | Duur |
| --- | ----------------------------- | ---- |
| 1.  | Waiting for Love (radio edit) | 3:48 |

| Nr. | Titel                           | Duur |
| --- | ------------------------------- | ---- |
| 1.  | Waiting for Love (extended mix) | 5:24 |

| Nr. | Titel                                           | Duur |
| --- | ----------------------------------------------- | ---- |
| 1.  | Waiting for Love                                |      |
| 2.  | Waiting for Love (Carnage en Headhunterz remix) |      |

| Nr. | Titel                                                      | Duur |
| --- | ---------------------------------------------------------- | ---- |
| 1.  | Waiting for Love (Carnage en Headhunterz remix)            | 4:52 |
| 2.  | Waiting for Love (Sam Feldt remix)                         | 5:16 |
| 3.  | Waiting for Love (Tundran remix)                           | 4:21 |
| 4.  | Waiting for Love (Prinston en Astrid S akoestische versie) | 3:21 |
| 5.  | Waiting for Love (Autograf remix)                          | 4:47 |
| 6.  | Waiting for Love (Marshmello remix)                        | 4:57 |

## Hitnoteringen

### Nederlandse Top 40
| Hitnotering: 06-06-2015 t/m 24-10-2015 | Hitnotering: 06-06-2015 t/m 24-10-2015 | Hitnotering: 06-06-2015 t/m 24-10-2015 | Hitnotering: 06-06-2015 t/m 24-10-2015 | Hitnotering: 06-06-2015 t/m 24-10-2015 | Hitnotering: 06-06-2015 t/m 24-10-2015 | Hitnotering: 06-06-2015 t/m 24-10-2015 | Hitnotering: 06-06-2015 t/m 24-10-2015 | Hitnotering: 06-06-2015 t/m 24-10-2015 | Hitnotering: 06-06-2015 t/m 24-10-2015 | Hitnotering: 06-06-2015 t/m 24-10-2015 | Hitnotering: 06-06-2015 t/m 24-10-2015 |
| Week:                                  | 1                                      | 2                                      | 3                                      | 4                                      | 5                                      | 6                                      | 7                                      | 8                                      | 9                                      | 10                                     | 11                                     |
| -------------------------------------- | -------------------------------------- | -------------------------------------- | -------------------------------------- | -------------------------------------- | -------------------------------------- | -------------------------------------- | -------------------------------------- | -------------------------------------- | -------------------------------------- | -------------------------------------- | -------------------------------------- |
| Positie:                               | 38                                     | 26                                     | 15                                     | 13                                     | 12                                     | 11                                     | 9                                      | 6                                      | 8                                      | 8                                      | 11                                     |
| Week:                                  | 12                                     | 13                                     | 14                                     | 15                                     | 16                                     | 17                                     | 18                                     | 19                                     | 20                                     | 21                                     |                                        |
| Positie:                               | 11                                     | 10                                     | 11                                     | 11                                     | 14                                     | 17                                     | 23                                     | 24                                     | 26                                     | 38                                     | uit                                    |

### B2B Single Top 100
| Hitnotering (Week 1 t/m 31): 30-05-2015 t/m 26-12-2015 Hitnotering (Week 32 en 33): 09-01-2016 t/m 16-01-2016 | Hitnotering (Week 1 t/m 31): 30-05-2015 t/m 26-12-2015 Hitnotering (Week 32 en 33): 09-01-2016 t/m 16-01-2016 | Hitnotering (Week 1 t/m 31): 30-05-2015 t/m 26-12-2015 Hitnotering (Week 32 en 33): 09-01-2016 t/m 16-01-2016 | Hitnotering (Week 1 t/m 31): 30-05-2015 t/m 26-12-2015 Hitnotering (Week 32 en 33): 09-01-2016 t/m 16-01-2016 | Hitnotering (Week 1 t/m 31): 30-05-2015 t/m 26-12-2015 Hitnotering (Week 32 en 33): 09-01-2016 t/m 16-01-2016 | Hitnotering (Week 1 t/m 31): 30-05-2015 t/m 26-12-2015 Hitnotering (Week 32 en 33): 09-01-2016 t/m 16-01-2016 | Hitnotering (Week 1 t/m 31): 30-05-2015 t/m 26-12-2015 Hitnotering (Week 32 en 33): 09-01-2016 t/m 16-01-2016 | Hitnotering (Week 1 t/m 31): 30-05-2015 t/m 26-12-2015 Hitnotering (Week 32 en 33): 09-01-2016 t/m 16-01-2016 | Hitnotering (Week 1 t/m 31): 30-05-2015 t/m 26-12-2015 Hitnotering (Week 32 en 33): 09-01-2016 t/m 16-01-2016 | Hitnotering (Week 1 t/m 31): 30-05-2015 t/m 26-12-2015 Hitnotering (Week 32 en 33): 09-01-2016 t/m 16-01-2016 | Hitnotering (Week 1 t/m 31): 30-05-2015 t/m 26-12-2015 Hitnotering (Week 32 en 33): 09-01-2016 t/m 16-01-2016 | Hitnotering (Week 1 t/m 31): 30-05-2015 t/m 26-12-2015 Hitnotering (Week 32 en 33): 09-01-2016 t/m 16-01-2016 | Hitnotering (Week 1 t/m 31): 30-05-2015 t/m 26-12-2015 Hitnotering (Week 32 en 33): 09-01-2016 t/m 16-01-2016 | Hitnotering (Week 1 t/m 31): 30-05-2015 t/m 26-12-2015 Hitnotering (Week 32 en 33): 09-01-2016 t/m 16-01-2016 | Hitnotering (Week 1 t/m 31): 30-05-2015 t/m 26-12-2015 Hitnotering (Week 32 en 33): 09-01-2016 t/m 16-01-2016 | Hitnotering (Week 1 t/m 31): 30-05-2015 t/m 26-12-2015 Hitnotering (Week 32 en 33): 09-01-2016 t/m 16-01-2016 | Hitnotering (Week 1 t/m 31): 30-05-2015 t/m 26-12-2015 Hitnotering (Week 32 en 33): 09-01-2016 t/m 16-01-2016 | Hitnotering (Week 1 t/m 31): 30-05-2015 t/m 26-12-2015 Hitnotering (Week 32 en 33): 09-01-2016 t/m 16-01-2016 | Hitnotering (Week 1 t/m 31): 30-05-2015 t/m 26-12-2015 Hitnotering (Week 32 en 33): 09-01-2016 t/m 16-01-2016 |
| Week: | 1 | 2 | 3 | 4 | 5 | 6 | 7 | 8 | 9 | 10 | 11 | 12 | 13 | 14 | 15 | 16 | 17 | 18 |
| --- | --- | --- | --- | --- | --- | --- | --- | --- | --- | --- | --- | --- | --- | --- | --- | --- | --- | --- |
| Positie: | 54 | 33 | 16 | 9 | 9 | 8 | 8 | 7 | 6 | 5 | 6 | 7 | 7 | 9 | 10 | 10 | 14 | 15 |
| Week: | 19 | 20 | 21 | 22 | 23 | 24 | 25 | 26 | 27 | 28 | 29 | 30 | 31 | | 32 | 33 | | |
| Positie: | 18 | 20 | 19 | 25 | 28 | 33 | 40 | 55 | 70 | 73 | 79 | 81 | 100 | uit | 81 | 98 | uit | |

### Mega Top 50
| Hitnotering: 06-06-2015 t/m 07-11-2015 | Hitnotering: 06-06-2015 t/m 07-11-2015 | Hitnotering: 06-06-2015 t/m 07-11-2015 | Hitnotering: 06-06-2015 t/m 07-11-2015 | Hitnotering: 06-06-2015 t/m 07-11-2015 | Hitnotering: 06-06-2015 t/m 07-11-2015 | Hitnotering: 06-06-2015 t/m 07-11-2015 | Hitnotering: 06-06-2015 t/m 07-11-2015 | Hitnotering: 06-06-2015 t/m 07-11-2015 | Hitnotering: 06-06-2015 t/m 07-11-2015 | Hitnotering: 06-06-2015 t/m 07-11-2015 | Hitnotering: 06-06-2015 t/m 07-11-2015 | Hitnotering: 06-06-2015 t/m 07-11-2015 |
| Week:                                  | 1                                      | 2                                      | 3                                      | 4                                      | 5                                      | 6                                      | 7                                      | 8                                      | 9                                      | 10                                     | 11                                     | 12                                     |
| -------------------------------------- | -------------------------------------- | -------------------------------------- | -------------------------------------- | -------------------------------------- | -------------------------------------- | -------------------------------------- | -------------------------------------- | -------------------------------------- | -------------------------------------- | -------------------------------------- | -------------------------------------- | -------------------------------------- |
| Positie:                               | 38                                     | 26                                     | 22                                     | 24                                     | 18                                     | 15                                     | 10                                     | 8                                      | 8                                      | 9                                      | 11                                     | 8                                      |
| Week:                                  | 13                                     | 14                                     | 15                                     | 16                                     | 17                                     | 18                                     | 19                                     | 20                                     | 21                                     | 22                                     | 23                                     |                                        |
| Positie:                               | 7                                      | 14                                     | 17                                     | 22                                     | 25                                     | 23                                     | 24                                     | 30                                     | 27                                     | 38                                     | 42                                     | uit                                    |

### NPO Radio 2 Top 2000
| Nummer met noteringen in de NPO Radio 2 Top 2000 | '22  | '23  |
| ------------------------------------------------ | ---- | ---- |
| Waiting for Love                                 | 1771 | 1817 |

1. ↑  Een vetgedrukt getal geeft de hoogste notering aan.
2. ↑  2022 was het eerste jaar met een notering voor dit nummer.
3. ↑  Deze tabel is bijgewerkt tot en met de laatste editie (2024).

## Releasedata
| Versie        | Releasedatum | Formaat                   | Label           |
| ------------- | ------------ | ------------------------- | --------------- |
| Originele mix | 22 mei 2015  | Muziekdownload, cd-single | PRMD, Universal |
| Extended mix  | 1 juni 2015  | Muziekdownload, cd-single | PRMD, Universal |